# BA CityFlyer
BA CityFlyer ist eine britische Regionalfluggesellschaft mit Sitz in Manchester und Drehkreuz am London City Airport. Sie ist eine Tochtergesellschaft von British Airways.

## Geschichte
Die Regionalfluggesellschaft wurde 1991 als Euroworld Airways von Air Europ Express gegründet und betrieb mit zwei Shorts 360 von Gatwick aus Verbindungen nach Guernsey, Antwerpen und Rotterdam. 1992 wurde ein Franchiseabkommen mit British Airways geschlossen und die Gesellschaft in CityFlyer umbenannt. 1993 wurde das Abkommen erweitert und die Flugzeugkabinen auf den Standard von British Airways angepasst.
Um den Anteil an Slots von 13 Prozent in Gatwick zu sichern, übernahm British Airways CityFlyer 1999 komplett und gliederte sie in ihre Dachmarke für Regionalflüge BA Connect ein.
2007 verkaufte British Airways BA Connect an Flybe. Nicht verkauft wurden die Slots am London City Airport und zehn Maschinen vom Typ Avro RJ 100, die seit März 2007 ab London City als CityFlyer operieren.

## Flugziele
BA CityFlyer fliegt hauptsächlich vom London City Airport westeuropäische Städte an, darunter Amsterdam, Barcelona und Zürich. In Deutschland werden Frankfurt am Main, München, seit September 2013 Düsseldorf und seit Juni 2016 Berlin (Tegel) (ab November 2020 Berlin Brandenburg) und Hamburg angeflogen.

## Flotte

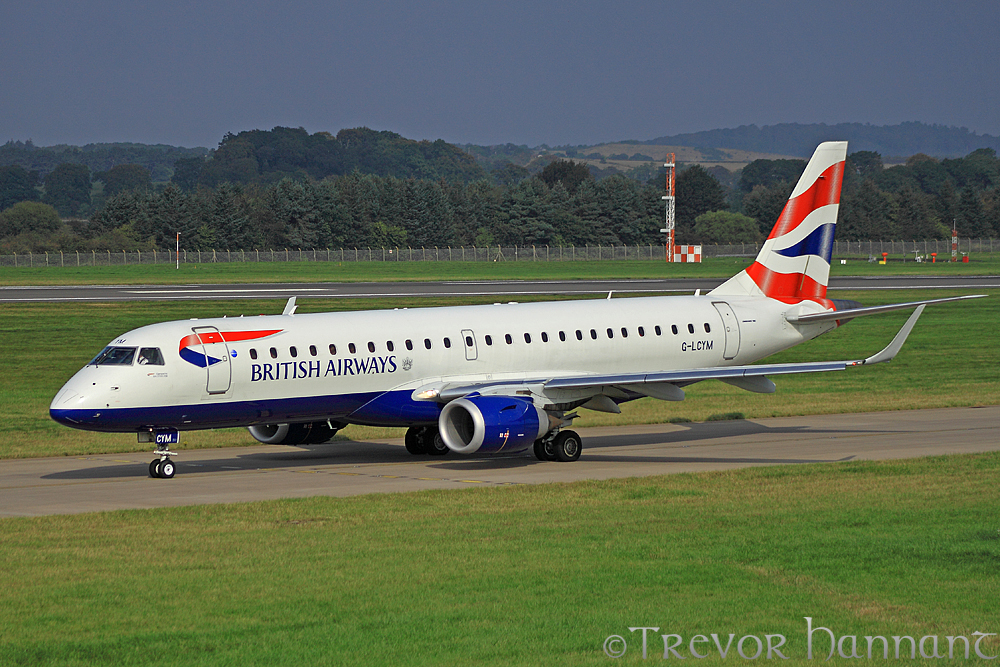
Eine Embraer 190 (G-LCYM) in Berlin-Tegel

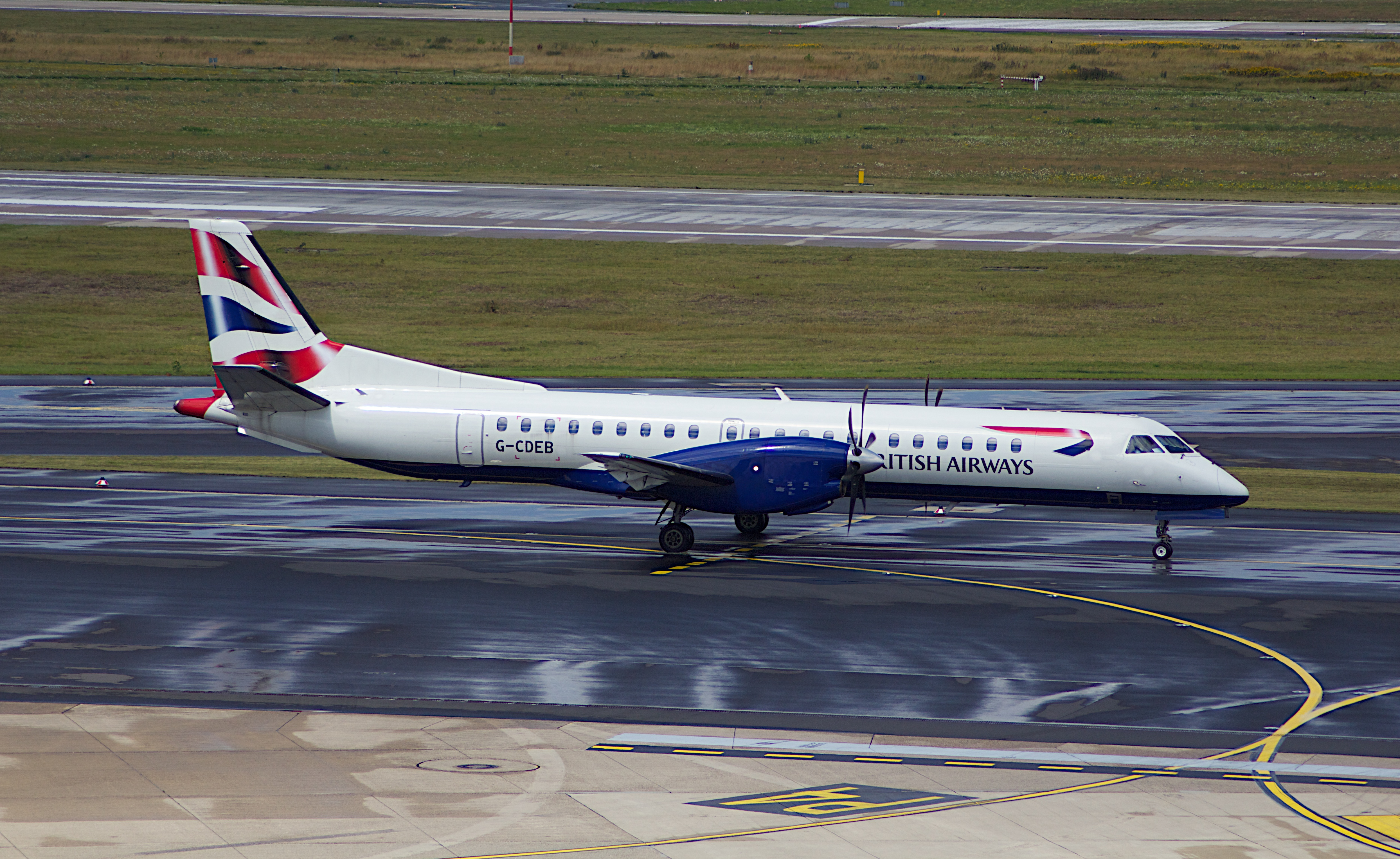
Die geleaste Saab 2000 (G-CDEB) am Düsseldorfer Flughafen

### Aktuelle Flotte
Mit Stand April 2025 besteht die Flotte der BA CityFlyer aus 20 Flugzeugen mit einem Durchschnittsalter von 13,5 Jahren:
| Flugzeugtyp     | Anzahl | bestellt | Anmerkungen                   | Sitzplätze (Business/Eco+/Eco) | Durchschnittsalter |
| --------------- | ------ | -------- | ----------------------------- | ------------------------------ | ------------------ |
| Embraer ERJ-190 | 20     |          | betrieben für British Airways | 106 (-/-/106)                  | 13,5 Jahre         |
| Gesamt          | 20     | -        |                               |                                | 13,5 Jahre         |

### Aktuelle Sonderbemalungen
| Flugzeugtyp     | Luftfahrzeugkennzeichen | Bemalung      | Zeitraum           | Bild |
| --------------- | ----------------------- | ------------- | ------------------ | ---- |
| Embraer ERJ-190 | G-LCYN                  | „700th E-Jet“ | seit November 2010 |      |

### Ehemalige Flugzeugtypen
In der Vergangenheit setzte BA CityFlyer bereits folgende Flugzeugtypen ein:
| Flugzeugtyp                  | Anzahl | von  | bis  | Anmerkungen                     |
| ---------------------------- | ------ | ---- | ---- | ------------------------------- |
| British Aerospace 146-200    | 02     | 2008 | 2008 | betrieben durch Flightline      |
| British Aerospace Avro RJ100 | 10     | 2007 | 2010 |                                 |
| British Aerospace Avro RJ85  | 02     | 2008 | 2010 |                                 |
| Embraer ERJ-170              | 06     | 2009 | 2021 |                                 |
| Saab 2000                    | 03     | 2012 | 2018 | betrieben durch Eastern Airways |

## Zwischenfälle

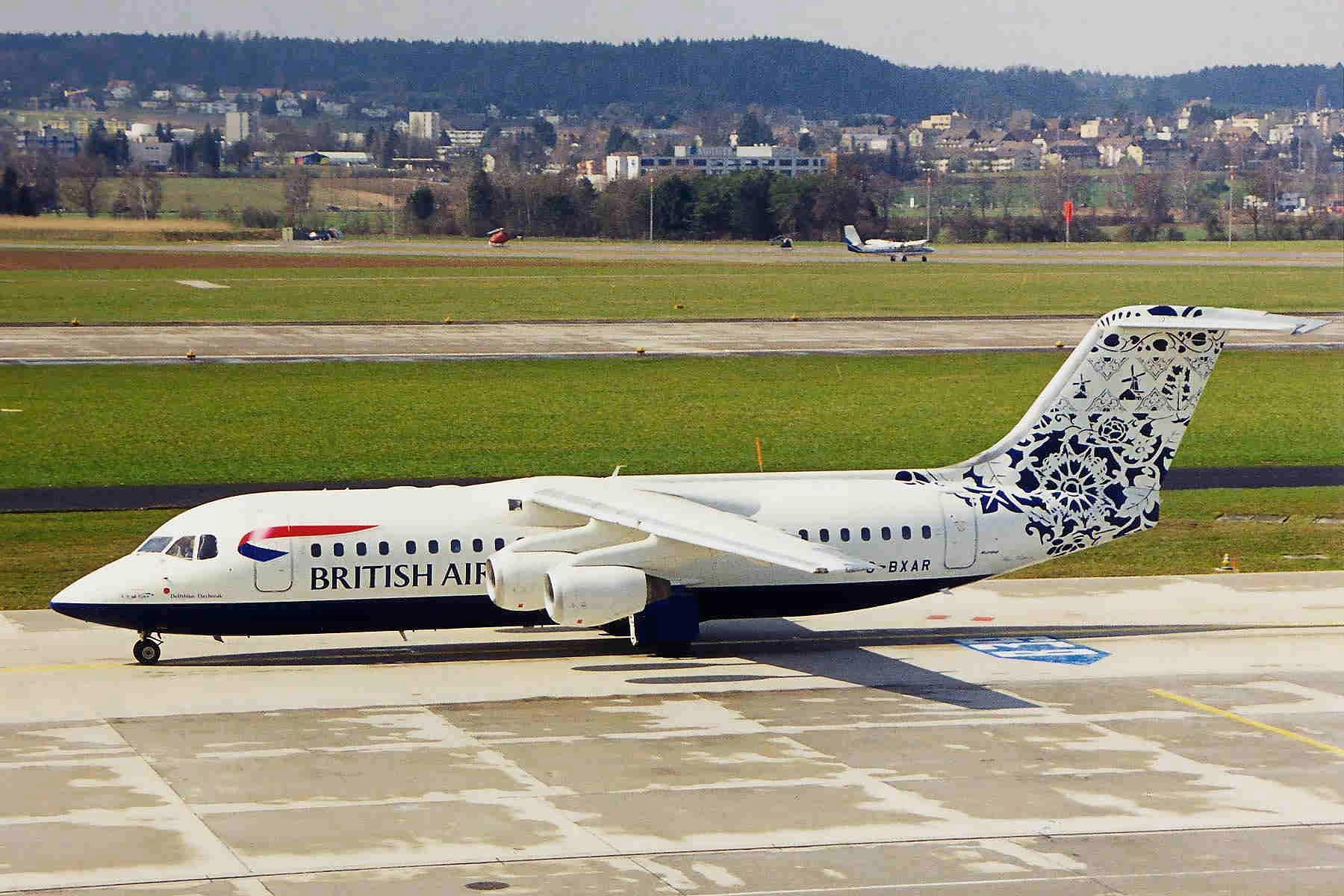
Die vom Zwischenfall betroffene Avro RJ100 (Luftfahrzeugkennzeichen G-BXAR)

BA CityFlyer verzeichnete in ihrer Geschichte einen Zwischenfall, bei dem ein Flugzeug abgeschrieben werden musste:
- Am 13. Februar 2009 kollabierte das Bugradfahrwerk einer Avro RJ100 (Luftfahrzeugkennzeichen G-BXAR) mit 72 Personen an Bord bei der Landung in London.[5]